# Бобо, Джона
Джо́на Бо́бо (англ. Jonah Bobo; род. 24 января 1997, Нью-Йорк, США) — американский актёр. Одними из значимых его ролей стали роли Дэнни в фильме «Затура: Космическое приключение» и Робби в «Эта дурацкая любовь».

## Биография
Бобо родился на острове Рузвельта в Нью-Йорке и был воспитан в ортодоксальной еврейской семье. Его прабабушка, Салья «Мама» Бобо, была предпринимательницей и филантропом.
Его первая роль была в 2004 году в фильме «Лучший вор мира». В том же году он снялся с Кристофером Уокеном и Джошом Лукасом в драме «Свихнувшиеся», сыграв младшего из четырёх наследников семьи. Впоследствии Джона был утверждён на роль в фантастическом фильме «Затура: Космическое приключение». Бобо озвучил героев в мультсериале «Фантазёры» и мультфильме «Лис и пёс 2».
Следующая роль Бобо была в другом независимом фильме «Freeвольная жизнь», который вышел 28 июня 2006 года. Бобо сыграл молодого Виктора Манчини в фильме «Удушье», экранизации одноимённого романа Чака Паланика. Он также появился в сериалах «Студия 30» в качестве папарацци, Итана, и «Дорогой доктор». Джона сыграл в театральной постановке Seussical Jr.. В 2011 году он сыграл главную роль в фильме «Эта дурацкая любовь».
Бобо играет на гитаре и является вокалистом группы The Bonnie Situation.

## Фильмография
| Год       |    | Русское название                | Оригинальное название       | Роль                     |
| --------- | -- | ------------------------------- | --------------------------- | ------------------------ |
| 2004      | ф  | Лучший вор мира                 | The Best Thief in the World | Сэм Зайдман              |
| 2004—2010 | мс | Фантазёры                       | The Backyardigans           | Остин                    |
| 2004      | ф  | Свихнувшиеся                    | Around the Bend             | Зак Лэйр                 |
| 2005      | ф  | Freeвольная жизнь               | Strangers with Candy        | детектив Ноблет          |
| 2005      | ф  | Затура: Космическое приключение | Zathura                     | Дэнни                    |
| 2006      | мф | Лис и пёс 2                     | The Fox and the Hound 2     | Тодд                     |
| 2008      | ф  | Удушье                          | Choke                       | Виктор Манчини в детстве |
| 2009      | с  | Студия 30                       | 30 Rock                     | Итан                     |
| 2009      | с  | Дорогой доктор                  | Royal Pains                 | Арло Грант               |
| 2011      | ф  | Эта дурацкая любовь             | Crazy, Stupid, Love.        | Робби                    |
| 2012      | ф  | Связи нет                       | Disconnect                  | Бен Бойд                 |

## Награды и номинации
| Награда            | Год  | Категория                                                                    | Результат | Фильм                           |
| ------------------ | ---- | ---------------------------------------------------------------------------- | --------- | ------------------------------- |
| Young Artist Award | 2006 | Лучшая роль в художественном фильме — молодой актёр в возрасте до десяти лет | Номинация | Затура: Космическое приключение |
| Young Artist Award | 2012 | Лучшая роль в художественном фильме — актёр второго плана                    | Номинация | Эта дурацкая любовь             |